# Nejc Skubic
Nejc Skubic (Ljubljana, 13 de junio de 1989) es un exfutbolista esloveno que jugaba como defensa.

## Carrera
Comenzó su carrera en el Interblock Ljubljana donde jugó durante cuatro temporadas disputando múltiples partidos. En 2010 dicho club le cedió durante una temporada al Drava Ptuj, donde apenas jugó. En 2011 fue cedido al Otelul Galati, en donde tampoco tuvo protagonismo. Con quien si obtuvo protagonismo fue con el N. K. Domžale, club en el que jugó 119 partidos y con el que llegó a disputar la Liga Europa de la UEFA. En 2016 fue fichado por el Konyaspor. Su buena labor en sus primeros meses en el equipo turco, levantaron los rumores de un posible fichaje del esloveno por el Valencia C. F. Se quedó en el equipo turco, permaneciendo en él hasta su retirada en 2022.

## Selección nacional
Debutó con la selección absoluta eslovena en octubre de 2015 contra la selección de fútbol de San Marino.

## Clubes
| Club                   | País      | Año       |
| ---------------------- | --------- | --------- |
| Interblock Ljubljana   | Eslovenia | 2007-2011 |
| Drava Ptuj (cedido)    | Eslovenia | 2010      |
| Otelul Galati (cedido) | Rumania   | 2011      |
| N. K. Domžale          | Eslovenia | 2011-2015 |
| Konyaspor              | Turquía   | 2016-2022 |

## Palmarés

### Distinciones individuales
| Distinción                                 | Año     |
| ------------------------------------------ | ------- |
| Once ideal de la Primera Liga de Eslovenia | 2015-16 |